# Rugby a 15 nel 1913

## Attività internazionale

### Tornei per nazioni
|  | Cinque Nazioni | Inghilterra |

### I Tour
- Si chiude il tour del Sud Africa in Europa, iniziato nel 1912

- L’Australia si reca in tour in Nuova Zelanda.

- Gli All Blacks neozelandesi successivamente si recano in tournée in USA e Canada.

- Ad ottobre 1913 la selezione dei Maori Neozelandesi si reca in tour in Australia.

## I Barbarians
I Barbarians hanno disputato i seguenti incontri:
| Penarth 21 marzo 1913 | Penarth RFC | 8 – 3 | Barbarians |  |

| Cardiff 22 marzo 1913 | Cardiff RFC | 10 – 0 | Barbarians | Arms Park |

| Swansea 24 marzo 1913 | Swansea RFC | 8 – 0 | Barbarians | (Saint Helen's) |

| Cheltenham 25 marzo 1913 | Cheltenham | 6 – 13 | Barbarians |  |

| Cardiff 26 dicembre 1913 | Cardiff RFC | 20 – 3 | Barbarians | Arms Park |

| Newport 27 dicembre 1913 | Newport RFC | 14 – 0 | Barbarians | (Rodney Parade) |

## Campionati nazionali
| Francia              | Campionato              | Aviron bayonnais             |
| Inghilterra          | Campionato delle contee | Devon                        |
| Nuovo Galles del Sud | Shute Shield            | Eastern Suburbs              |
| Nuova Zelanda        | Ranfurly Shield         | Auckland detentore 1905-1913 |
|                      |                         | Taranaki detentore 1913-14   |